# Gesundheitsberichterstattung
Gesundheitsberichterstattung (kurz: GBE), veraltet auch Medizinalstatistik genannt, dient der Information von Politik, Wissenschaft, Akteuren des Gesundheitssystems und der interessierten Öffentlichkeit. Die Gesundheitsberichterstattung stellt gesundheitlich relevante Aspekte, die häufig einen Bevölkerungsbezug oder einen regionalen Bezug haben, dar und interpretiert sie. Zu den zentralen Aspektes der Gesundheitsberichterstattung zählen zum Beispiel:
- gesundheitliche Risikofaktoren und Risikoverhalten
- Gesundheitskosten
- Inanspruchnahme des Gesundheitssystems
- Krankheiten und Gesundheitsstörungen
- Krankheitsprävention und Gesundheitsförderung
- Pharmakoepidemiologie

Die Datenquellen der Gesundheitsberichterstattung sind im Wesentlichen die amtliche Statistik, die Statistiken der Akteure des Gesundheitssystems (Krankenkassen, Kassenärztliche Vereinigungen, Ärztekammern etc.) und Befragungen oder andere Erhebungen.
Wegen starker Interdependenzen der Gesundheit und gesundheitlicher Verhaltensweisen mit der sozialen Lage werden auch sozialstrukturelle Daten in die Gesundheitsberichterstattung aufgenommen, soweit sie einen Beitrag zur Erklärung gesundheitlicher Phänomene leisten können. Unter dem Paradigma einer umfassenden Definition von Gesundheit ist eine strikte Trennung von Sozial- und Gesundheitsberichterstattung nicht sinnvoll.

## Gesundheitsberichterstattung in Deutschland
Gesundheitsberichterstattung wird in Deutschland auf Bundes-, Landes- und kommunaler Ebene und von verschiedenen weiteren Einrichtungen durchgeführt.
Auf Bundesebene werden Informationen und Daten zum Gesundheitszustand und zur Gesundheitsversorgung der
Bevölkerung durch die Gesundheitsberichterstattung (GBE) des Bundes am Robert Koch-Institut bereitgestellt. Die Themen reichen von Krankheiten, Beschwerden und Risikofaktoren über die subjektive Gesundheit und gesundheitsbezogene Lebensqualität. Die Inanspruchnahme von Präventions- und Versorgungsangeboten sowie Strukturen und Kosten des Gesundheitswesens werden ebenfalls behandelt. Im Informationssystem der Gesundheitsberichterstattung des Bundes werden umfangreiche Daten durch das Statistische Bundesamt und das Robert Koch-Institut bereitgestellt. Durch die GBE werden regelmäßig Themenhefte, die Online-Publikationsreihe GBE kompakt und in größeren Abständen der Bericht „Gesundheit in Deutschland“ herausgegeben.
Die Informationen zum Gesundheitszustand, Gesundheitsverhalten und zur Gesundheitsversorgung werden durch das Gesundheitsmonitoring am Robert Koch-Institut ermöglicht. Ein Studienzweig ist KiGGS, die Studie zur Gesundheit von Kindern und Jugendlichen in Deutschland des Robert Koch-Instituts (RKI). KiGGS wurde in den Jahren 2003 bis 2006 erstmals in Deutschland durchgeführt. An der Basiserhebung nahmen rund 17.600 Kinder und Jugendliche bis zum Alter von 17 Jahren teil. Damit sollen bundesweit langfristig vergleichbare Aussagen zum Gesundheitszustand möglich werden, da fast alle Familien damit einverstanden waren, dass die Kinder in den nächsten Jahren wieder befragt werden. Ein Ergebnis: Bei 22 Prozent der untersuchten Kinder und Jugendlichen gibt es psychische Auffälligkeiten, und die Arzneimittelanwendung von Kindern und Jugendlichen erfordert mehr Aufmerksamkeit, insbesondere im Bereich der Selbstmedikation. Die Datenerhebungen zu KiGGS Welle 1 wurden im Juni 2012 beendet. Die zwei weiteren Studienzweige des Gesundheitsmonitorings am RKI sind DEGS, die Studie zur Gesundheit Erwachsener in Deutschland ebenfalls eine Untersuchungs- und Befragungsstudie sowie GEDA, Gesundheit in Deutschland aktuell, eine Befragungsstudie.
Ein Erster Frauen-Gesundheitsbericht der Bundesregierung erschien 2001. Das 700-seitige Buch geht auch auf die Lebenswelt von Frauen ein, untersucht Gesundheitsrisiken und der sozialen Lage in Ost und West, frauentypische Berufsgruppen, die Auswirkung von häuslicher Gewalt. Er nennt Möglichkeiten der Gesundheitsförderung.

### Indikatorensatz der Länder
Auf Landesebene existiert ein Katalog der Gesundheitsberichterstattung der Länder, der in der aktuellen Fassung im Jahr 2003 durch die Gesundheitsministerkonferenz der Länder (GMK) verabschiedet wurde. Federführend an der aktuellen Fassung des Indikatorensatzes der Länder war das Landesinstitut für den öffentlichen Gesundheitsdienst in Nordrhein-Westfalen. In diesem Katalog sind etwa 300 Indikatoren zu verschiedenen gesundheitsrelevanten Themen erfasst, die eine vergleichbare Datenbasis auf Bundesländerebene ermöglichen sollen. Da nicht alle Daten gleichermaßen in den Bundesländern verfügbar sind, wurde innerhalb des Indikatorensatzes eine Auswahl an sog. Kernindikatoren getroffen, die in allen Bundesländern einheitlich zur Verfügung stehen sollen. Daten sind über die Internetseiten der zuständigen Ministerien, Landeseinrichtungen oder Statistischen Landesämter verfügbar.
Die Indikatoren werden nach Themenfeldern geordnet. Themenfelder sind dabei
1. Demografische Angaben
2. Bevölkerung und bevölkerungsspezifische Rahmenbedingungen des Gesundheitswesens
3. Gesundheitszustand der Bevölkerung (Mortalität und Morbidität, Krankheitsgruppen)
4. Gesundheitsrelevante Verhaltensweisen
5. Gesundheitsrisiken aus der natürlichen und technischen Umwelt
6. Einrichtungen des Gesundheitswesens
7. Inanspruchnahme von Leistungen des Gesundheitswesens
8. Berufe und Beschäftigtenzahlen im Gesundheitswesen
9. Ausbildung im Gesundheitswesen
10. Ausgaben und Finanzierung
11. Kosten in ausgewählten Bereichen

### Kommunale Ebene
Auf kommunaler Ebene liegen sehr verschiedene Gesundheitsberichte vor, die sich auch mit speziellen lokalen Gesundheitsproblemen beschäftigen. Die kommunale Gesundheitsberichterstattung ist eine relativ neue Aufgabe des Öffentlichen Gesundheitsdienstes. Sie ist darüber hinaus aufgrund des föderalen Systems nicht in allen Bundesländern in gleicher Weise gesetzlich verankert. Auch dort, wo eine gesetzliche Grundlage besteht, unterscheidet sich die Umsetzung je nach lokalen Gegebenheiten deutlich, etwa in Abhängigkeit von der gesundheitswissenschaftlichen Expertise, der regionalen Informationslage und der Einbettung in Planungsstrukturen. Eine wesentliche Rolle spielen speziell landesgesetzliche Regelungen zur Etablierung gesundheitspolitischer Strukturen, die den Aufbau einer kommunalen Gesundheitsberichterstattung als Planungsgrundlage notwendig machen.

### Berichte der Akteure zu Einzelaspekten
Die Techniker Krankenkasse (TK) befasst sich traditionell in ihrer jährlichen Gesundheitsberichterstattung seit dem Jahr 2000 mit Arbeitsunfähigkeiten sowie mit Arzneimittelverordnungen bei Erwerbspersonen. Grundlage der Auswertungen bilden routinemäßig erfasste und anonymisierte Daten zu den sozialversicherungspflichtig beschäftigten oder arbeitslos gemeldeten Mitgliedern der Techniker Krankenkasse. Der Gesundheitsreport 2010 der TK ermöglicht einen Rückblick auf zehn Jahre Gesundheitsberichterstattung und enthält unter anderem Auswertungen zum Krankenstand nach Alter und Geschlecht, Bundesländern, Diagnosen und Berufsgruppen.
Die Krankenkasse DAK untersucht anhand ihrer Unterlagen in den jährlichen DAK-Gesundheitsreports den Krankenstand in ihrer Versichertengemeinschaft. Der Krankenstand dient dabei als ein wichtiger Indikator für die Betroffenen, die wirtschaftliche Belastung von an den Beiträgen beteiligten Unternehmen, Krankenkassen und natürlich der Volkswirtschaft insgesamt. Zudem werden Krankheitsursachen in einzelnen Berufen hinterfragt.
Ähnliche Veröffentlichungen gab es von der Gmünder ErsatzKasse (heute: Barmer GEK) jährlich seit 1998 unter dem Titel „GEK-Gesundheitsreport“. Diese Reihe wurde ab 2006 unter dem Titel „GEK-Report ambulant-ärztliche Versorgung“ fortgeführt. Enthalten waren unter anderem Auswertungen zum Krankenstand nach Alter und Geschlecht, nach Regionen, nach Diagnosen und nach Berufsgruppen.

## Gesundheitsberichterstattung in Österreich
Gesundheitsberichte werden in Österreich vorrangig auf Bundes- und Landesebene erstellt. Darüber hinaus gibt es Gesundheitsberichte für einzelne Bevölkerungsgruppen (z. B. Frauen-Gesundheitsbericht, Männer-Gesundheitsbericht, Kinder-Gesundheitsbericht) oder für bestimmte Sektoren (z. B. zur onkologischen und palliativmedizinischen Versorgung in Tirol). Die Gesundheitsberichte werden von verschiedenen Institutionen bzw. Autoren erstellt, sodass eine überregionale und methodische Einheitlichkeit und Vergleichbarkeit der Berichte nicht immer gewährleistet ist.
Seit dem Jahr 2000 koordiniert die Gesundheit Österreich GmbH GÖG die Gesundheitsberichterstattung (GBE) auf Bundes- und Landesebene. In diesem Rahmen wurde 2003 die Österreichische Plattform für die Gesundheitsberichterstattung gegründet. Ziel der Plattform ist es, Gesundheitsberichterstattung als kontinuierlichen und politikrelevanten Prozess zu etablieren und methodisch weiterzuentwickeln. In der Plattform sind die Gesundheitsressorts von Bund und Ländern und von diesen nominierte Fachleute, die Hauptverband der österreichischen Sozialversicherungsträger sowie die Statistik Austria vertreten.
Die GÖG unterhält im Auftrag der Plattform Gesundheitsberichterstattung mit dem Gesundheitsberichtearchiv ein öffentliches Archiv für Gesundheitsberichte.

## Gesundheitsberichterstattung in der Schweiz
Im Jahr 1993 erschien in der Schweiz zum ersten Mal ein umfassender Bericht Die Gesundheit in der Schweiz. Weitere Nationale Gesundheitsberichte erschienen 2008 sowie 2015 mit einem Fokus auf chronische Krankheiten und 2020 mit dem Schwerpunktthema Gesundheit von Kindern, Jugendlichen und jungen Erwachsenen. Veröffentlicht wird der jeweils aktuelle Bericht unter gesundheitsbericht.ch. Für die Erarbeitung der Gerichtes ist das Schweizerische Gesundheitsobservatorium (Obsan) verantwortlich, ein von Bund und Kantonen getragenes Kompetenz-, Dienstleistungs- und Informationszentrum für wissenschaftliche Analysen und Informationen über die Gesundheit der Bevölkerung, das Gesundheitswesen und die Gesundheitspolitik.
Das Bundesamt für Statistik veröffentlicht seit 2012 statistische Überblicksberichte zur Gesundheit in der Schweiz.

## Gesundheitsberichterstattung in Luxemburg
In Luxemburg ist das im Jahr 2022 etablierte Observatoire national de la santé (Kurzform: ObSanté; offizielle deutschsprachige Bezeichnung: Nationale Beobachtungsstelle für Gesundheit) für die Gesundheitsberichterstattung zuständig. Die Schaffung dieser Einrichtung wurde 2021 durch gesetzlich festgelegt. Im Dezember 2024 legte ObSanté sie den ersten Bericht über das luxemburgische Gesundheitssystem im Rahmen der Reihe Health Systems in Transition des European Observatory on Health Systems and Policies vor.

## Gesundheitsbericht der WHO
Als Weltgesundheitsbericht erscheint jährlich ein Bericht der Weltgesundheitsorganisation über die weltweite gesundheitliche Lage, die Krankenversorgung bzw. deren bestehende Probleme. Er wird seit 1995 in englischer, französischer, russischer und spanischer Sprache in Genf publiziert.